# Shoreline Park
Shoreline Park is een plaats (census-designated place) in de Amerikaanse staat Mississippi, en valt bestuurlijk gezien onder Hancock County.

## Demografie
Bij de volkstelling in 2000 werd het aantal inwoners vastgesteld op 4058.

## Geografie
Volgens het United States Census Bureau beslaat de plaats een oppervlakte van
20,8 km², waarvan 20,3 km² land en 0,5 km² water.

## Plaatsen in de nabije omgeving
De onderstaande figuur toont nabijgelegen plaatsen in een straal van 16 km rond Shoreline Park.